# Pineview
Pineview é uma cidade  localizada no estado americano de Geórgia, no Condado de Wilcox.

## Demografia
Segundo o censo americano de 2000, a sua população era de 532 habitantes.
Em 2006, foi estimada uma população de 527, um decréscimo de 5 (-0.9%).

## Geografia
De acordo com o United States Census Bureau tem uma área de 5,1 km², dos quais 5,1 km² cobertos por terra e 0,0 km² cobertos por água.

## Localidades na vizinhança
O diagrama seguinte representa as localidades num raio de 28 km ao redor de Pineview.